# نورآباد (دناکوه)
نورآباد روستایی در دهستان پادنا علیا بخش پادنا علیا شهرستان سمیرم استان اصفهان ایران است.

## جمعیت
بر پایه سرشماری عمومی نفوس و مسکن در سال ۱۳۹۵ جمعیت این روستا ۵۳۲ نفر (۱۴۸ خانوار) بوده‌است.